# Hypodermella
Hypodermella — рід грибів родини Rhytismataceae. Назва вперше опублікована 1895 року.
Шютт модрини викликається грибом Hypodermella laricis. Зараження відбувається через хвою (у тому числі опале) і проявляється у вигляді, насамперед, надмірного потемніння та опадання хвої.